# Maria Leister
Maria Leister (* 21. Januar 1956 in Rüsselsheim, jetzt Maria Bontrup) ist eine ehemalige deutsche Volleyballspielerin.
Maria Leister war zwischen 1976 und 1982 97fache deutsche Nationalspielerin. Sie spielte bis 1982 in der Bundesliga für die TG Rüsselsheim und wurde 1981 deutsche Pokalsiegerin. Von 1982 bis 1986 spielte sie beim Ligakonkurrenten TuS Stuttgart.
Heute lebt Maria Bontrup in Vaihingen an der Enz und arbeitet als Lehrerin. Sie ist Mitglied der Ü50-Seniorinnen-Nationalmannschaft und wurde auch mehrfach Deutscher Seniorinnen-Meister.